# Solís de Mataojo
Solís de Mataojo è un comune dell'Uruguay, situato nel Dipartimento di Lavalleja.